# Joshua Brenet
Joshua Brenet (Kerkrade, 20 maart 1994) is een Nederlands voetballer die doorgaans als vleugelverdediger speelt. Hij kwam achtereenvolgens uit voor PSV, Hoffenheim, Vitesse, FC Twente en Al-Rayyan SC. Brenet kwam in 2016 tweemaal uit voor het Nederlands voetbalelftal. In juni 2024 maakte hij zijn debuut voor het Curaçaos voetbalelftal.

## Clubcarrière

### PSV
Brenet debuteerde op 6 december 2012 in het betaald voetbal toen hij het met de hoofdmacht van PSV opnam tegen SSC Napoli tijdens een wedstrijd in de UEFA Europa League. Zijn competitiedebuut volgde op 17 augustus 2013, tegen Go Ahead Eagles. In het seizoen 2013/14 kwam hij ook uit voor Jong PSV, in de Eerste divisie. Brenet maakte op vrijdag 10 april 2015 zijn eerste competitiedoelpunt voor het eerste van PSV. Tijdens een met 3–1 gewonnen competitiewedstrijd thuis tegen PEC Zwolle schoot hij van buiten het zestienmetergebied de 2–1 binnen.
Brenet was gedurende het seizoen 2014/15 in eerste aanleg eerste reserve voor de rechtsbackpositie, achter Santiago Arias. Mede door middel van invalbeurten en dankzij blessures van laatstgenoemde kwam hij dat jaar vrijwel hetzelfde aantal wedstrijden in actie als de Colombiaan. Aan het eind van het seizoen werd hij voor het eerst in zijn carrière landskampioen. Als gevolg hiervan maakte Brenet op 15 september 2015 zijn debuut in het hoofdtoernooi van UEFA Champions League. Die dag won hij met PSV thuis met 2-1 van Manchester United. Hij speelde de hele wedstrijd. Brenet en PSV verlengden in oktober 2015 zijn contract tot medio 2017, met een optie voor nog een seizoen.
Brenet werd op 8 mei 2016 voor de tweede keer op rij landskampioen met PSV. De club begon aan de laatste speelronde van het seizoen met evenveel punten als Ajax, maar met een doelsaldo dat zes doelpunten minder was. PSV won die dag vervolgens met 1-3 uit bij PEC Zwolle, terwijl Ajax uit bij De Graafschap met 1-1 gelijkspeelde. Mede door blessureleed bij Jetro Willems en in mindere mate Simon Poulsen speelde Brenet dit seizoen 27 competitiewedstrijden, bijna net zoveel als in de voorgaande twee seizoenen bij elkaar. Hij verlengde in december 2016 zijn contract bij PSV tot medio 2020. Na een voor zowel de club als Brenet moeizaam seizoen 2016/17 werd hij in 2017/18 voor de derde keer landskampioen met PSV.

### 1899 Hoffenheim
Brenet tekende in mei 2018 een contract tot medio 2022 bij 1899 Hoffenheim, de nummer drie van de Bundesliga in het voorgaande seizoen. Dat betaalde circa €5.000.000,- voor hem aan PSV. Hier kende hij een moeilijke start en werd zelfs disciplinair, samen met medespeler Ishak Belfodil, buiten de selectie gelaten voor het UEFA Champions League duel tegen Shaktar Donetsk. In zijn eerste seizoen kwam Brenet tot 14 optredens in de Bundesliga. In de zomer van 2019 werd trainer Julian Nagelsmann vervangen door Alfred Schreuder. Schreuder liet Brenet veelal links liggen. In de eerste seizoenshelft speelde hij geen enkele wedstrijd voor Hoffenheim. Wel mocht hij invallen toen Hoffenheim in de eerste ronde van de DFB-Pokal ten onder dreigde te gaan tegen 3. Liga club FC Würzburger Kickers. In de tweede ronde tegen MSV Duisburg mocht hij de hele wedstrijd spelen.
Op 1 februari 2020 werd Brenet voor een half jaar verhuurd aan Vitesse. In Duitsland kwam hij onder trainer Alfred Schreuder nauwelijks aan spelen toe. Hij debuteerde op zaterdag 8 februari 2020 in de uitwedstrijd tegen FC Groningen (1–0). Hij verving in de 87ste minuut Max Clark. Na het door de coronapandemie afgebroken seizoen, keerde hij terug naar Hoffenheim.

### FC Twente
Nadat hij niet door wist te breken bij Hoffenheim, mocht Brenet de Duitse club in januari 2022 transfervrij verlaten. Hij tekende op 31 januari 2022 een contract voor vijf maanden bij FC Twente, dat na het vertrek van Jayden Oosterwolde op zoek was naar een nieuwe vleugelverdediger. Onder trainer Ron Jans vond hij al snel zijn draai en scoorde hij twee doelpunten in zijn eerste zes wedstrijden. In juli 2022 verlengden FC Twente en Brenet het contract met twee jaar.
In zijn eerste volledige seizoen bij de Tukkers was Brenet belangrijk met zeven doelpunten en vier assists in 32 competitiewedstrijden. In de eerste helft van het seizoen 2023/24 was hij langdurig uitgeschakeld door een spierblessure. Na de winterstop heroverde hij zijn vaste basisplek. Brenet werd op 26 maart 2024 veroordeeld tot een maand celstraf wegens tweemaal rijden zonder geldig rijbewijs, na een eerdere rijontzegging wegens rijden onder invloed. FC Twente besloot daarop om Brenet niet meer op te stellen. Eerder was al bekend geworden dat club en speler het na het seizoen aflopende contract niet gingen verlengen.

### Al-Rayyan
In september 2024 vervolgde Brenet zijn loopbaan in Qatar bij Al-Rayyan SC. Hij kwam enkel uit in de Aziatische Champions League. Voor de nationale competitie was hij door zijn club niet ingeschreven. Brenet verliet Al-Rayyan na één seizoen.

## Clubstatistieken
| Seizoen | Club               | Competitie           | Competitie | Competitie | Beker | Beker | Internationaal | Internationaal | Overig | Overig | Totaal | Totaal |
| Seizoen | Club               | Competitie           | Wed.       | Dlp.       | Wed.  | Dlp.  | Wed.           | Dlp.           | Wed.   | Dlp.   | Wed.   | Dlp.   |
| ------- | ------------------ | -------------------- | ---------- | ---------- | ----- | ----- | -------------- | -------------- | ------ | ------ | ------ | ------ |
| 2012/13 | PSV                | Eredivisie           | 0          | 0          | 0     | 0     | 1              | 0              | —      | —      | 1      | 0      |
| 2013/14 | PSV                | Eredivisie           | 12         | 0          | 1     | 1     | 4              | 0              | —      | —      | 17     | 1      |
| 2014/15 | PSV                | Eredivisie           | 18         | 1          | 2     | 0     | 9              | 0              | —      | —      | 29     | 1      |
| 2015/16 | PSV                | Eredivisie           | 27         | 0          | 4     | 0     | 7              | 0              | —      | —      | 38     | 0      |
| 2016/17 | PSV                | Eredivisie           | 20         | 1          | 1     | 0     | 4              | 0              | —      | —      | 25     | 1      |
| 2017/18 | PSV                | Eredivisie           | 32         | 1          | 4     | 0     | 2              | 0              | —      | —      | 38     | 1      |
| 2018/19 | 1899 Hoffenheim    | Bundesliga           | 14         | 2          | 2     | 1     | 2              | 0              | —      | —      | 18     | 3      |
| 2019/20 | 1899 Hoffenheim    | Bundesliga           | 0          | 0          | 2     | 0     | —              | —              | —      | —      | 2      | 0      |
| 2019/20 | → Vitesse          | Eredivisie           | 4          | 0          | 0     | 0     | —              | —              | —      | —      | 4      | 0      |
| 2020/21 | 1899 Hoffenheim    | Bundesliga           | 1          | 0          | 1     | 0     | 0              | 0              | —      | —      | 2      | 0      |
| 2021/22 | 1899 Hoffenheim    | Bundesliga           | 0          | 0          | 0     | 0     | —              | —              | —      | —      | 0      | 0      |
| 2021/22 | 1899 Hoffenheim II | Regionalliga Südwest | 10         | 1          | 0     | 0     | —              | —              | —      | —      | 10     | 1      |
| 2021/22 | FC Twente          | Eredivisie           | 13         | 2          | 0     | 0     | —              | —              | —      | —      | 13     | 2      |
| 2022/23 | FC Twente          | Eredivisie           | 32         | 7          | 1     | 0     | 4              | 1              | 4      | 2      | 41     | 10     |
| 2023/24 | FC Twente          | Eredivisie           | 15         | 2          | 1     | 0     | 4              | 0              | —      | —      | 20     | 2      |
| 2024/25 | Al-Rayyan SC       | Qatar Stars League   | 0          | 0          | 0     | 0     | 0              | 0              | 6      | 0      | 6      | 0      |
| Totaal  | Totaal             | Totaal               | 198        | 14         | 19    | 2     | 37             | 1              | 10     | 2      | 264    | 22     |

Bijgewerkt t/m 24 juni 2025.

## Interlandcarrière

### Jeugdelftallen
Brenet speelde in Nederland O18, Nederland O19 en Jong Oranje.

### Nederlands elftal
Bondscoach Danny Blind nam hem in november 2016 voor het eerst op in de selectie van het Nederlands voetbalelftal, voor een oefeninterland tegen België en een kwalificatieduel voor het WK 2018 tegen Luxemburg. Hij maakte op 9 november 2016 zijn interlanddebuut, thuis tegen België (uitslag: 1-1). Hij viel die dag in de 46e minuut in voor Davy Klaassen. Brenet begon vier dagen later voor het eerst in de basis bij het Nederlands elftal. Zijn ploeggenoten en hij wonnen toen met 1–3 van Luxemburg. 
| Interlands van Joshua Brenet voor Nederland | Interlands van Joshua Brenet voor Nederland | Interlands van Joshua Brenet voor Nederland | Interlands van Joshua Brenet voor Nederland | Interlands van Joshua Brenet voor Nederland | Interlands van Joshua Brenet voor Nederland |
| №                                           | Datum                                       | Wedstrijd                                   | Uitslag                                     | Soort wedstrijd                             | Goals                                       |
| Als speler van PSV                          | Als speler van PSV                          | Als speler van PSV                          | Als speler van PSV                          | Als speler van PSV                          | Als speler van PSV                          |
| ------------------------------------------- | ------------------------------------------- | ------------------------------------------- | ------------------------------------------- | ------------------------------------------- | ------------------------------------------- |
| 1.                                          | 9 november 2016                             | Nederland – België                          | 1 – 1                                       | Vriendschappelijk                           | 0                                           |
| 2.                                          | 13 november 2016                            | Luxemburg – Nederland                       | 1 – 3                                       | Kwalificatie WK 2018                        | 0                                           |

### Curaçaos elftal
Ondanks dat hij twee interlands speelde voor Nederland, kreeg Brenet in 2024 van de FIFA dispensatie om voor Curaçao te spelen. Op 6 juni 2024 speelde hij onder bondscoach Dick Advocaat zijn eerste wedstrijd voor het Curaçaos voetbalelftal in een WK kwalificatie wedstrijd tegen Barbados.

## Erelijst
| Kampioen Eredivisie  | 3x | 2014/15, 2015/16, 2017/18 |
| Johan Cruijff Schaal | 2x | 2015, 2016                |